# Александра Бурґгардт
Александра Бурґгардт (28 квітня 1994 , Мюльдорф, Баварія ) — німецька легкоатлетка та бобслеїстка, срібна призерка зимових Олімпійських ігор 2022 року.

## Спортивні результати у легкій атлетиці
| Рік                   | Змагання                       | Місце проведення          | Місце                 | Дисципліна              | Результат             | Примітки              |
| Представник Німеччина | Представник Німеччина          | Представник Німеччина     | Представник Німеччина | Представник Німеччина   | Представник Німеччина | Представник Німеччина |
| --------------------- | ------------------------------ | ------------------------- | --------------------- | ----------------------- | --------------------- | --------------------- |
| 2011                  | Чемпіонат світу серед юнаків   | Лілль, Франція            | 4                     | 100 метрів з бар'єрами  | 13.42                 |                       |
| 2011                  | Чемпіонат Європи серед юніорів | Таллінн, Естонія          | 1                     | естафета 4 × 100 метрів | 43.42                 |                       |
| 2012                  | Чемпіонат світу серед юніорів  | Барселона, Іспанія        | 19 (п.ф)              | 100 метрів з бар'єрами  | 14.07                 |                       |
| 2012                  | Чемпіонат світу серед юніорів  | Барселона, Іспанія        | 2                     | естафета 4 × 100 метрів | 44.24                 |                       |
| 2013                  | Чемпіонат Європи серед юніорів | Рієті, Італія             | 8 (п.ф)               | 100 метрів              | 12.07                 |                       |
| 2013                  | Чемпіонат Європи серед юніорів | Рієті, Італія             | 1 (з.)                | естафета 4 × 100 метрів | 44.611                |                       |
| 2015                  | Чемпіонат Європи в приміщенні  | Прага, Чехія              | 9 (п.ф)               | 60 метрів               | 7.24                  |                       |
| 2015                  | Чемпіонат Європи серед молоді  | Таллінн, Естонія          | 2                     | 100 метрів              | 11.54                 |                       |
| 2015                  | Чемпіонат Європи серед молоді  | Таллінн, Естонія          | 1                     | естафета 4 × 100 метрів | 43.47                 |                       |
| 2015                  | Чемпіонат світу                | Пекін, Китай              | 5                     | естафета 4 × 100 метрів | 42.64                 |                       |
| 2017                  | Чемпіонат Європи в приміщенні  | Белград, Сербія           | 6                     | 60 метрів               | 7.19                  |                       |
| 2017                  | Світові естафети ІААФ          | Нассау, Багамські Острови | 1                     | естафета 4 × 100 метрів | 42.84                 |                       |
| 2019                  | Світові естафети ІААФ          | Йокогама, Японія          | 3                     | естафета 4 × 100 метрів | 43.68                 |                       |
| 2021                  | Олімпійські ігри               | Токіо, Японія             | 11 (пф.)              | 100 метрів              | 11.07                 |                       |
| 2021                  | Олімпійські ігри               | Токіо, Японія             | 5                     | естафета 4 × 100 метрів | 42.12                 |                       |
| 2022                  | Чемпіонат світу                | Юджин, США                | 31 (з.)               | 100 метрів              | 11.29                 |                       |
| 2022                  | Чемпіонат світу                | Юджин, США                | 3                     | естафета 4 × 100 метрів | 42.03                 | SB                    |

## Виступи на Олімпійських іграх у бобслеї
| Рік  | Місце проведення | Двійки |
| ---- | ---------------- | ------ |
| 2022 | Пекін, Китай     | 2      |